# 瓦泽乡
瓦泽乡，是中华人民共和国四川省甘孜藏族自治州康定县曾经下辖的一个乡。2019年12月，撤销瓦泽乡，将其所属行政区域划归新都桥镇管辖。

## 行政区划
瓦泽乡撤销前下辖以下地区：
居里村、甲安村、营官寨村、瓦泽村、麦巴村、安良坝村、水桥村、鱼子西一村、鱼子西二村、鱼子西三村、瓦板洞村、贡巴西村、俄依村、白玉西村和卡吾仲村。